# Nia Vardalos
Nia Vardalos (Antonia Eugenia Vardalos) (Winnipeg, 1962. szeptember 24. –) kanadai születésű amerikai színésznő, rendező, író, producer. 
Legemlékezetesebb alakítása az Oscar-díjra jelölt Bazi nagy görög lagzi (2002) című filmben volt, melyet főszereplőként és forgatókönyvíróként is jegyez.

## Fiatalkora és családja
Winnipegben született (Manitoba, Kanada), görög származású kanadai szülők gyermekeként. Szülei Doreen, aki könyvelőként dolgozott, és Constantine "Gus" Vardalos, aki területfejlesztő volt.
A Shaftesbury középiskolába járt, majd a Ryerson Egyetem hallgatója lett.

## Pályafutása
Vardalos több kisebb tévészerepben játszott, ezek között említésre méltó a The Drew Carey Show és a Two Guys and a Girl. Pillanatok alatt sikeres és ismert lett az általa játszott és írt Bazi nagy görög lagzi című független filmmel (műfaja romantikus vígjáték), amiben a szerelméért és a függetlenségért küzdő asszonyt alakít. A film anyagilag is sikeres volt. A CBS elkezdett egy My Big Fat Greek Life című sorozatot, ami ennek a filmnek a témáján alapult, de ez nem lett sikeres, hét epizód után törölték. Ebben a sorozatban a teljes szereplőgárda játszott, akik a filmben is, kivéve John Corbettet, aki akkor saját műsorán, a Luckyn dolgozott.
Következő filmje a 2004-es Connie and Carla, egy musical, ami két asszonyról szól. Ebben szerepelt Toni Collette, David Duchovny és Debbie Reynolds is.
Vardalos rendezői bemutatkozása a 2009-es független film, a Bazi rossz Valentin-nap volt (I Hate Valentine's Day. A romantikus filmben egy virágboltos nő nem akar komolyabb kapcsolatba kerülni senkivel. A filmet csak korlátozott példányszámban forgalmazták, és anyagilag sikertelen volt. Ezt követte az erősen kritizált Görögbe fogadva (My Life in Ruins), amiben egy idegenvezetőt játszik Görögországban. Ebben az Oscar-díjas Richard Dreyfuss is szerepelt. Ez volt az első olyan amerikai film, ami engedélyt kapott az Akropolisznál való forgatásra; Vardalos a görög kormánytól kapott erre engedélyt.
Vardalos több más híresség mellett támogatja a „The 1 Second Film” művészeti projektet.
Elénekelte a The Beatles Golden Slumbers című számát a 2006-os Unexpected Dreams – Songs From the Stars című jótékonysági albumon. 
2023 szeptemberében jelent meg a Bazi nagy görög lagzi 3. című film, melyet rendezőként jegyez.

## Magánélete
1993. szeptember 5-én hozzáment Ian Gomez színészhez (férje áttért a görög ortodox vallásra, mielőtt elvette volna). 2008-ban örökbe fogadtak egy kislányt. Ezután írt egy cikket tanácsokkal az örökbefogadással kapcsolatban a The Huffington Post-ba. Házassága 2018-ban válással végződött.
1999-ben amerikai állampolgár lett.

## Filmográfia

### Film

#### Rendező, író és producer
| Év   | Magyar cím               | Eredeti cím                | Feladatkör | Feladatkör | Feladatkör |
| Év   | Magyar cím               | Eredeti cím                | Rendező    | Író        | Producer   |
| ---- | ------------------------ | -------------------------- | ---------- | ---------- | ---------- |
| 2002 | Bazi nagy görög lagzi    | My Big Fat Greek Wedding   | Nem        | Igen       | Nem        |
| 2004 | Nők transzban            | Connie and Carla           | Nem        | Igen       | Vezető     |
| 2009 | Bazi rossz Valentin-nap  | I Hate Valentine's Day     | Igen       | Igen       | Nem        |
| 2011 | Larry Crowne             | Larry Crowne               | Nem        | Igen       | Nem        |
| 2016 | Bazi nagy görög lagzi 2. | My Big Fat Greek Wedding 2 | Nem        | Igen       | Vezető     |
| 2023 | Bazi nagy görög lagzi 3. | My Big Fat Greek Wedding 3 | Igen       | Igen       | Vezető     |

#### Színész
| Év   | Magyar cím                           | Eredeti cím                                    | Szerep                    | Magyar hang     |
| ---- | ------------------------------------ | ---------------------------------------------- | ------------------------- | --------------- |
| 1996 |                                      | No Experience Necessary (rövidfilm)            | Sheila                    |                 |
| 1997 | Férfi keres nőt                      | Men Seeking Women                              | Iris                      |                 |
| 1999 | Megtalálni a nagy őt                 | Meet Prince Charming                           | Jennifer                  |                 |
| 2002 | Bazi nagy görög lagzi                | My Big Fat Greek Wedding                       | Tula Portokalosz          | Liptai Claudia  |
| 2004 | Nők transzban                        | Connie and Carla                               | Connie                    | Liptai Claudia  |
| 2006 |                                      | Greece: Secrets of the Past                    | narrátor                  |                 |
| 2009 | Görögbe fogadva                      | My Life in Ruins                               | Georgia                   | Tóth Ildikó     |
| 2009 | Bazi rossz Valentin-nap              | I Hate Valentine's Day                         | Genevieve                 | Orosz Anna      |
| 2011 | Larry Crowne                         | Larry Crowne                                   | GPS (hangja)              |                 |
| 2012 | Szex, barátság, telefon              | For a Good Time, Call...                       | Rachel Rodman             | Várkonyi Andrea |
| 2012 | American Girl: A siker útja          | An American Girl: McKenna Shoots for the Stars | Mrs. Brooks               | Pap Katalin     |
| 2013 |                                      | Dealin’ with Idiots                            | Ava Morris                |                 |
| 2015 |                                      | Helicopter Mom                                 | Maggie                    |                 |
| 2015 |                                      | Car Dogs                                       | Sharon                    |                 |
| 2015 |                                      | Forget Me Not                                  | Catherine                 |                 |
| 2016 | Bazi nagy görög lagzi 2.             | My Big Fat Greek Wedding 2                     | Toula Portokalos          | Liptai Claudia  |
| 2018 | Bűbáj herceg és a nagy varázslat     | Charming                                       | Nemezis Nemetess (hangja) | Nádasi Veronika |
| 2019 | Wonder Woman: Vérvonal               | Wonder Woman: Bloodlines                       | Julia Kapatelis (hangja)  |                 |
| 2022 | Ivy + Bean: A szellemszabadító akció | Ivy + Bean: The Ghost That Had to Go           | Mrs. Trantz               | Náray Erika     |
| 2022 | A Bridge Hollow-i átok               | The Curse of Bridge Hollow                     | Madam Hawthorne           | Gruber Zita     |
| 2023 | Bazi nagy görög lagzi 3.             | My Big Fat Greek Wedding 3                     | Toula Portokalos          | Liptai Claudia  |

### Televízió
| Év        | Magyar cím                               | Eredeti cím                                 | Szerep                     | Megjegyzések                                               |
| --------- | ---------------------------------------- | ------------------------------------------- | -------------------------- | ---------------------------------------------------------- |
| 1997      |                                          | The Drew Carey Show                         | Grace Almada               | 1 epizód                                                   |
| 1997–1998 | Team Knight Rider                        | Team Knight Rider                           | Domino (hangja)            | - 22 epizód - magyar hangja:[forrás?] - Málnai Zsuzsa      |
| 1998–1999 | A kis gézengúz                           | Boy Meets World                             | Miss Gallagher             | 2 epizód                                                   |
| 1999      |                                          | It's Like, You Know...                      | Mindy                      | 1 epizód                                                   |
| 1999      | Két pasi meg egy csajszi                 | Two Guys and a Girl                         | Evelyn                     | 1 epizód                                                   |
| 2000      | Félig üres                               | Curb Your Enthusiasm                        | Larry ügyvédje             | - 1 epizód - magyar hangja: - Nyírő Beáta                  |
| 2002      | Saturday Night Live                      | Saturday Night Live                         | önmaga                     | műsorvezető                                                |
| 2003      | Bazi nagy görög élet                     | My Big Fat Greek Life                       | Fotoula "Toula" Portokalos | - 7 epizód - főszereplő, rendező és író                    |
| 2008      |                                          | My Boys                                     | Jo                         | 3 epizód                                                   |
| 2009      | Haláli testcsere                         | Drop Dead Diva                              | Lisa Shane                 | 1 epizód                                                   |
| 2010      | Furcsa páros                             | The Good Guys                               | Eileen                     | 1 epizód                                                   |
| 2011      | Született szinglik                       | Cougar Town                                 | Andy sógornője             | 1 epizód                                                   |
| 2012      | A Grace klinika                          | Grey's Anatomy                              | Karen                      | 1 epizód                                                   |
| 2013–2014 | Esküdt ellenségek: Különleges ügyosztály | Law & Order: Special Victims Unit           | Minonna Efron              | 4 epizód                                                   |
| 2015      | Ketten jegyben                           | Marry Me                                    | Pam                        | 1 epizód                                                   |
| 2015      | Szeplőtelen Jane                         | Jane the Virgin                             | Barbara Stanbrook          | 1 epizód                                                   |
| 2015      |                                          | The Great Holiday Baking Show               | önmaga                     | műsorvezető                                                |
| 2015–2019 | Csillag kontra Gonosz Erők               | Star vs. the Forces of Evil                 | Mrs. Diaz (hangja)         | - 10 epizód - magyar hangja:[forrás?] - Nádasi Veronika    |
| 2016      | A nagy fogás                             | The Catch                                   | Leah Wells                 | 3 epizód                                                   |
| 2016      |                                          | Graves                                      | Annie Spiro                | 7 epizód                                                   |
| 2016      |                                          | The Great American Baking Show              | önmaga                     | műsorvezető                                                |
| 2017      |                                          | Dr. Ken                                     | Tiffany                    | 1 epizód                                                   |
| 2018      | Kacsamesék                               | DuckTales                                   | Szeléné (hangja)           | - 4 epizód - magyar hangja:[forrás?] - Kiss Virág Magdolna |
| 2018      |                                          | Crazy Ex-Girlfriend                         | Wendy Legrand              | 1 epizód                                                   |
| 2019      |                                          | Same Time, Next Christmas                   | Faye Anderson              | tévéfilm                                                   |
| 2020      |                                          | Poisoned Love: The Stacey Castor Story      | Stacey Castor              | tévéfilm                                                   |
| 2021      | 19-es körzet                             | Station 19                                  | Patricia                   | 1 epizód                                                   |
| 2022      | Szeretettel: Victor                      | Love, Victor                                | Theresa                    | 1 epizód                                                   |
| 2022      | Guillermo del Toro: Rémségek tára        | Guillermo del Toro's Cabinet of Curiosities | Madame Levine              | - 1 epizód - magyar hangja: - Pap Katalin                  |
| 2023      | Chucky                                   | Chucky                                      | Evelyn Elliot              | 1 epizód                                                   |